# Raoul Hancart
Raoul Hancart  né le 24 septembre 1873 à Aniche, est un syndicaliste révolutionnaire français. 
De 1902 à 1912, il est secrétaire de la fédération nationale des travailleurs du verre à la maison du peuple d'Aniche. Il est leur représentant au 16e congrès national corporatif, au 10e congrès de la Confédération générale du travail et à la 3e conférences des bourses du travail à Marseille tenus du 5 au 12 octobre 1908

## Biographie
Au recensement de 1901, Raul Hancart est verrier aux Verreries Caton Frères d'Aniche où se trouvent sept verreries. Dans les listes électorales de 1911, il est représentant de commerce.
Le 26 janvier 1902, La Maison du Peuple à Aniche (qui deviendra plus tard l'Hôtel du syndicat) est inaugurée par le nouveau président Joseph Humez et Raoul Hancart est nommé secrétaire-trésorier du Syndicat.
Avec Charles Delzant, il participe au bimensuel La voix des verriers, journal de la fédération des verriers décidé en 1902 au congrès de Lyon. Le numéro 1 date de mars 1903. Raoul Hancart s'oppose au travail de nuit des enfants.
Alfred Léon Gérault-Richard avait déjà évoqué en 1900 une verrerie coopérative ouvrière pour être réalisée à l'arsenal de Douai, mais le 15 avril 1901, La verrerie coopérative ouvrière est constituée. Raoul Hancart est président du conseil d'administration, la verrerie est parfaitement située à Aniche, avec un raccordement direct à la gare. Les travaux vont donc bon train avec la construction des fours à bassins, briqueterie, château d'eau, gazogène, étenderie pour un début de production en 1902.
Les Maîtres-verriers ont préparé la riposte inondant le marché et baissant les prix au moment du lancement de la production. Cinq mois plus tard, les fours sont éteints. Un an plus tard l'assemblée dissous La verrerie coopérative ouvrière.
Après la Grève de Draveil-Villeneuve-Saint-Georges en juillet 1908 où plusieurs grévistes sont tués pendant les manifestations, le « premier flic de France » fait arrêter 31 dirigeants de la CGT après la manifestation du 30, dont notamment le secrétaire général Victor Griffuelhes, le rédacteur en chef de La Voix du peuple Émile Pouget, le secrétaire de la Fédération des Bourses du travail Georges Yvetot, le secrétaire de la Fédération des cuirs et peaux Henri Dret qui est amputé d'un bras. Pierre Monatte, ami de Delzant, responsable de l'imprimerie, s'exile quant à lui en Suisse. Charles Delzant  parvient à se présenter au XVIe congrès de Marseille, en octobre 1908, comme Alphonse Merrheim qui participera à la Conférence de Zimmerwald avec Lénine et Trotsky.
Raoul Hancart, secrétaire du syndicat des verriers jusqu’en 1912, représente avec Péquignot la fédération française du verre au congrès des syndicats de Marseille en octobre 1908.
Raoul Hancart démissionne du syndicat et de la fédération en 1911. La voix des verriers s’arrête. Il est remplacé par Roger Schneider; comme président et Joseph Humez comme secrétaire-Trésorier. Roger Schneider  milite aussi pour l'amour libre, c'est un libertaire connu.